# 타릭 앤워
타릭 앤워(우르두어: طارق اںور, 영어: Tariq Anwar, 1945년 9월 21일 ~ )는 인도 태생의 영국 영화 편집자이다. 니컬러스 하이트너, 샘 멘디스 등과 함께 일했으며, 《아메리칸 뷰티》(1999), 《킹스 스피치》(2011) 편집으로 아카데미 편집상 후보에 올랐다. 배우 개브리엘 앤워의 아버지이다.

## 연출 작품 목록

### 영화
| 연도 | 제목              | 원제                       | 배역              | 비고 |
| ---- | ----------------- | -------------------------- | ----------------- | ---- |
| 1994 | 조지 왕의 광기    | The Madness of King George | 니컬러스 하이트너 |      |
| 1999 | 아메리칸 뷰티     | American Beauty            | 샘 멘디스         |      |
| 2000 | 열정의 무대       | Center Stage               | 니컬러스 하이트너 |      |
| 2006 | 굿 셰퍼드         | The Good Shepherd          | 로버트 드 니로    |      |
| 2008 | 레볼루셔너리 로드 | Revolutionary Road         | 샘 멘디스         |      |
| 2009 | 모범시민          | Law Abiding Citizen        | F. 게리 그레이    |      |
| 2010 | 킹스 스피치       | The King's Speech          | 톰 후퍼           |      |
| 2015 | 밴을 탄 여인      | The Lady in the Van        | 니컬러스 하이트너 |      |